# Chadakori
Chadakori es una comuna o municipio del departamento de Groumdji de la región de Maradi, en Níger. En diciembre de 2012 presentaba una población censada de 108 711 habitantes.
Se encuentra situada en el centro-sur del país, cerca de la frontera con Nigeria.